# سورفاجسفاتن
62° 03′ 13″ N 7° 13′ 43″ O / 62.05356389, -7.22866111

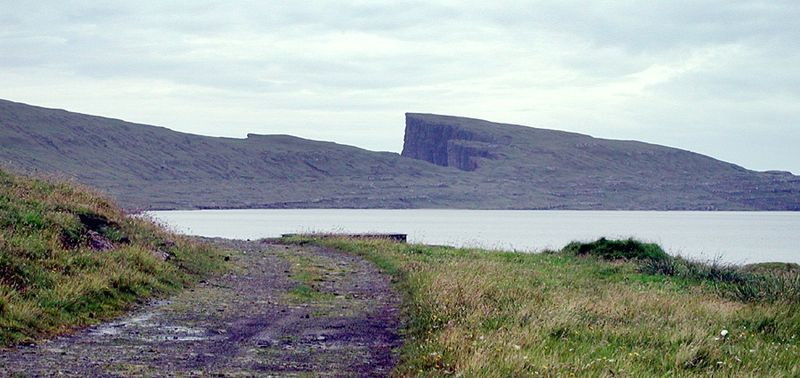
بحيرة سورفاجسفاتن

بحيرة سورفاجسفاتن، تدعى كذلك بحيرة لييتيسفاتن، وهي أكبر بحيرات أرخبيل جزر فارو الّذي يتبع الدنمارك.